# طابع كلاسيكي
الطابع الكلاسيكي هو طابع بريد من النوع الذي يعتبرهُ هواة جمع الطوابع مميزاً، وعادةً ما يُطلق على الطوابع المطبوعة في الفترة المبكرة من إنتاج الطوابع، على سبيل المثال، قبل عام 1870 تقريباً. ومع ذلك، وكما يقول ل. ن. ويليامز، "لم يتم تعريف المصطلح بشكل مرضٍ أبداً". وقد شملت التعاريف الطوابع الصادرة قبل عام 1900، على الرغم من أن الطوابع الصادرة قبل عام 1900 لا تعتبر جميعها "كلاسيكية"، في حين أن بعض الطوابع الصادرة في السنوات القليلة الأولى بعد عام 1900 تعتبر "كلاسيكية". يشير ويليامز إلى أن الفترة الكلاسيكية تمتد من عام 1840 إلى 1875، وقد طبق جيمس أ. ماكاي في كتابهِ "عالم الطوابع الكلاسيكية، نيويورك (1972)" المصطلح على الطوابع التي أُنتجت من عام 1840 إلى عام 1870. يعتبر هواة جمع الطوابع الكلاسيكية الآخرون أن الكلاسيكيات تغطي الإصدارات العادية حتى عام 1869، ولكنها تشمل الإصدارات المعاد إصدارها عام 1875.

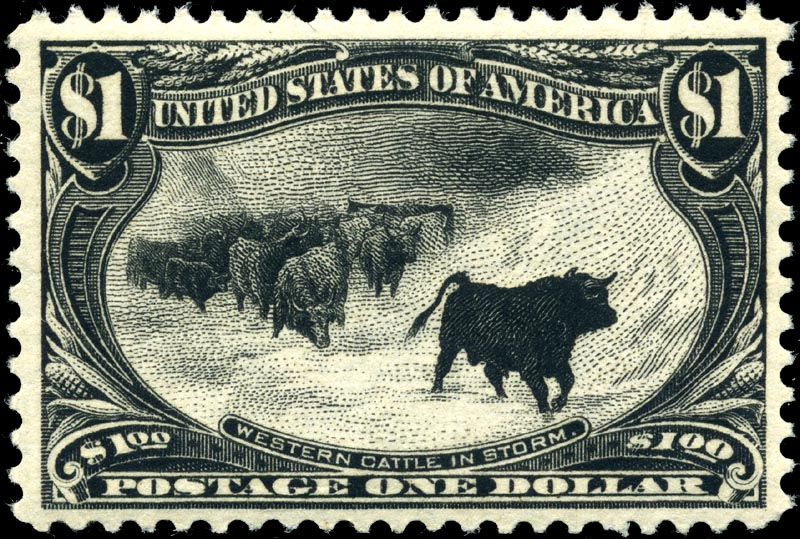
يُعد طابع "الثور الأسود" من فئة الواحد دولار من إصدار ترانس ميسيسيبي لعام 1898، أحد الطوابع الكلاسيكية الرائعة.

جمعية كلاسيكيات الطوابع البريدية الأمريكية (USPCS) هي جمعية مكرسة لدراسة طوابع البريد والتاريخ البريدي للولايات المتحدة من عصر ستامبلس حتى عام 1893.
وهي تنقل إلى حد ما تحيزات جامعي التحف لصالح أو ضد بلدان أو تخصصات معينة. فعلى سبيل المثال، تحظى الطوابع الكندية في عقد الثلاثينيات من القرن العشرين بتقدير كبير لجودة تصميمها وإنتاجها، ويطلق عليها بشكل روتيني "كلاسيكية"؛ ولكن من غير المرجح أن يستخدم هذا المصطلح في الطوابع الأمريكية في نفس الفترة، وقليلون جداً من يصفون الطوابع المكسيكية سيئة الطباعة في عقد الثلاثينيات بأنها "كلاسيكية"، على الرغم من أن أول طوابع المكسيك وهي إصدار هيدالغو رديئة بنفس القدر ولكنها تعتبر دائماً كلاسيكية.

## معرض الصور

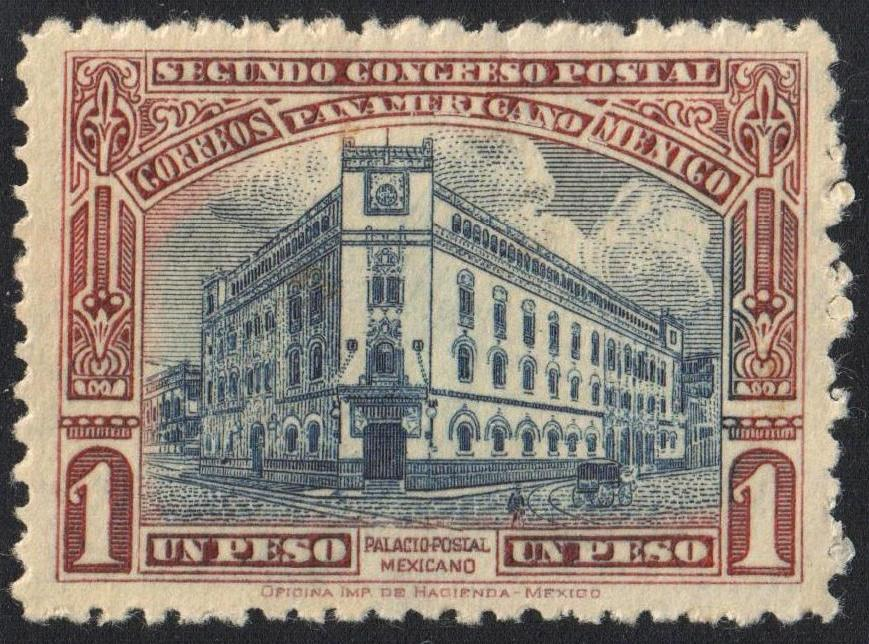
طابع مكسيكي كلاسيكي صادر عام 1926
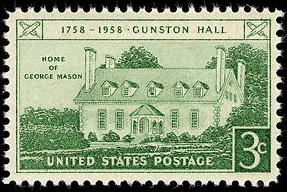
طابع كلاسيكي صادر عام 1985

## روابط خارجية
- L.N. Williams, Fundamentals of Philately (American Philatelic Society, 1990) (ردمك 0-933580-13-4) p. 20